# Bisdom Osogbo
Het bisdom Osogbo (Latijn: Dioecesis Osogboana) is een rooms-katholiek bisdom met als zetel Osogbo, de hoofdstad van de staat Osun in Nigeria. Het bisdom is suffragaan aan het aartsbisdom Ibadan.

## Geschiedenis
Het bisdom werd opgericht op 3 maart 1995, uit het bisdom Oyo. 

## Parochies
In 2019 telde het bisdom 45 parochies. Het bisdom had in 2019 een oppervlakte van 8.062 km2 en telde 2.180.700	inwoners waarvan 3,2% rooms-katholiek was.

## Bisschoppen
- Gabriel ’Leke Abegunrin (3 maart 1995 - 29 oktober 2013)
- John Akinkunmi Oyejola (2 april 2016 - heden)

Ibadan (aartsbisdom) · Ekiti · Ilorin · Ondo · Osogbo · Oyo